# Транспортный корабль снабжения
«Транспортный корабль снабжения» (ТКС, изделие 11Ф72) — советский многофункциональный космический корабль, разработанный ОКБ-52 Челомея для доставки экипажа и грузов на орбитальную пилотируемую станцию (ОПС, изделие 11Ф71) военного назначения «Алмаз». 
ТКС в виде автоматического грузового корабля и отсека стыковался к гражданским орбитальным станциям «Салют».

## Устройство корабля

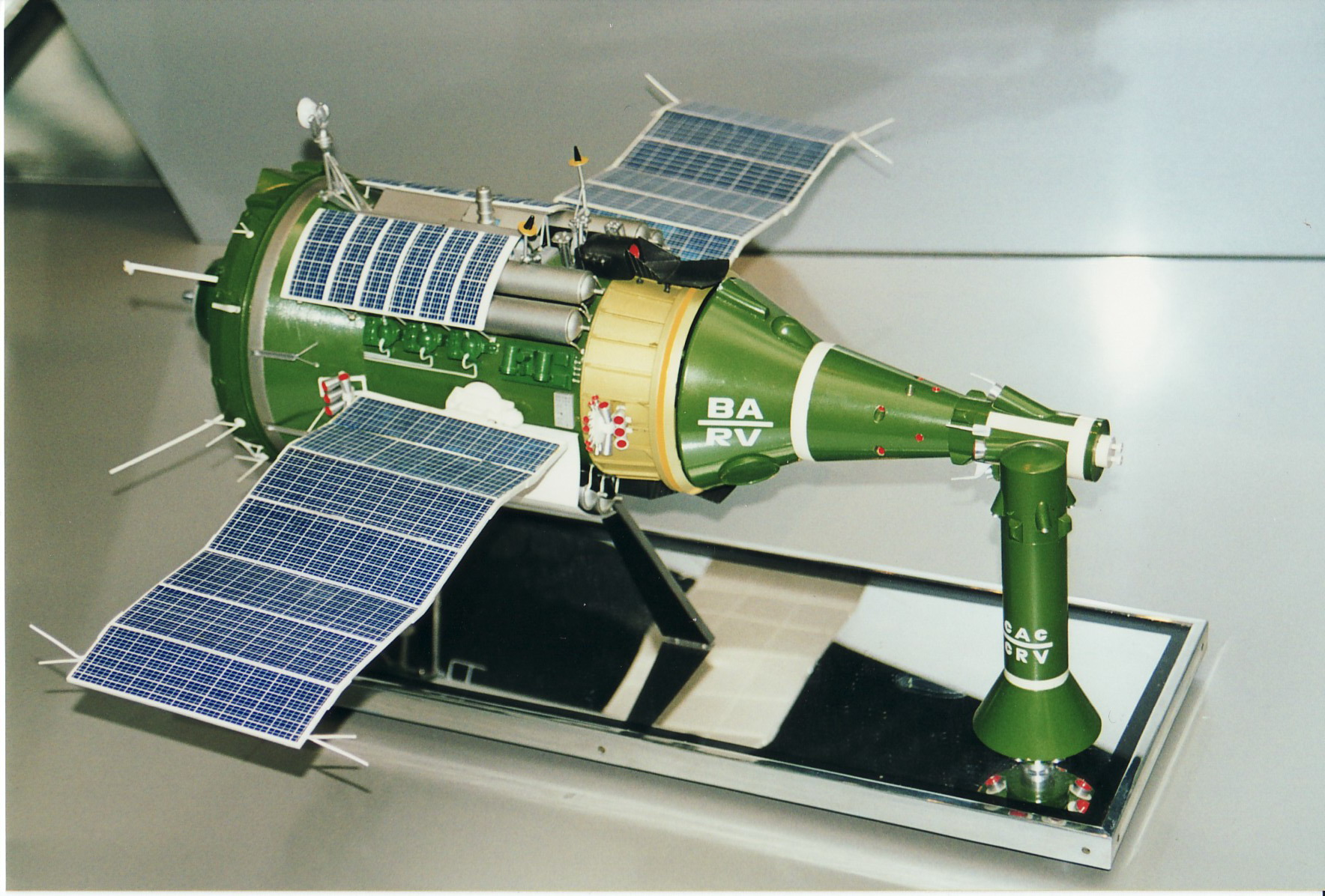
Функционально-грузовой блок (ФГБ), возвращаемый аппарат (ВА) и система аварийного спасения (САС)

ТКС состоит из двух частей: возвращаемого аппарата (ВА, изделие 11Ф74) и функционально-грузового блока (ФГБ, изделие 11Ф77), каждый из которых способен осуществлять автономный полёт.

### Функционально-грузовой блок 11Ф77

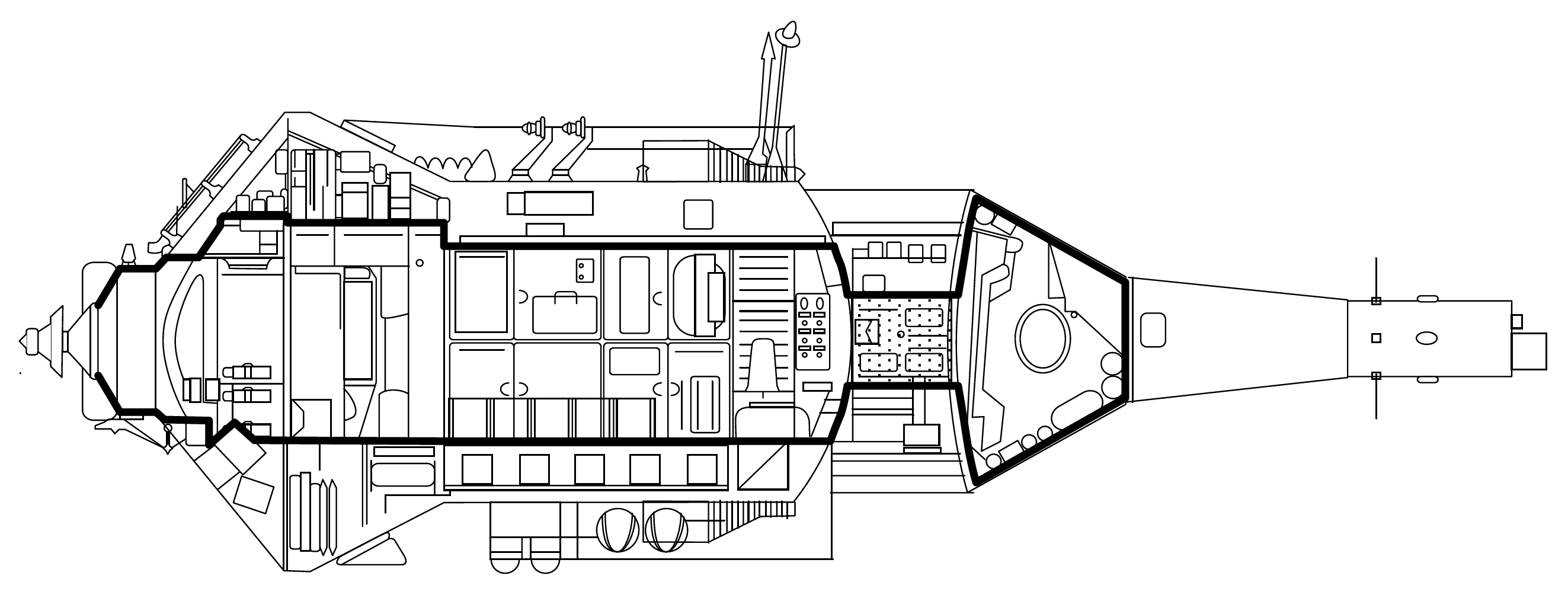
Функционально-грузовой блок (ФГБ) и возвращаемый аппарат (ВА).

ФГБ состоит из секций различного диаметра. Спереди, на зоне малого (2,9 м) диаметра на него устанавливался возвращаемый аппарат, сзади отсек имел расширение, образованное двумя коническими проставками максимальным диаметром 4,1 м. В хвостовой части ТКС располагался активный стыковочный агрегат, специально приспособленный для стыковки объектов массой по 20 т. В передней части блока находятся два двигателя коррекции (11Д442) тягой по 447 кгс. Двигатели могли включаться до 100 раз; их ресурс составлял 2600 с. Для корабля столь большой массы оказалось более выгодным использовать двигательную установку с турбонасосной системой подачи, а не с вытеснительной как на корабле «Союз». Топливо (АТ+НДМГ) размещалось в восьми цилиндрических баках на внешней поверхности ФГБ. Там же установлены основные агрегаты двигательной установки (ДУ), двигатели ориентации и стабилизации, антенны и датчики, радиаторы системы терморегулирования.

### Возвращаемый аппарат 11Ф74

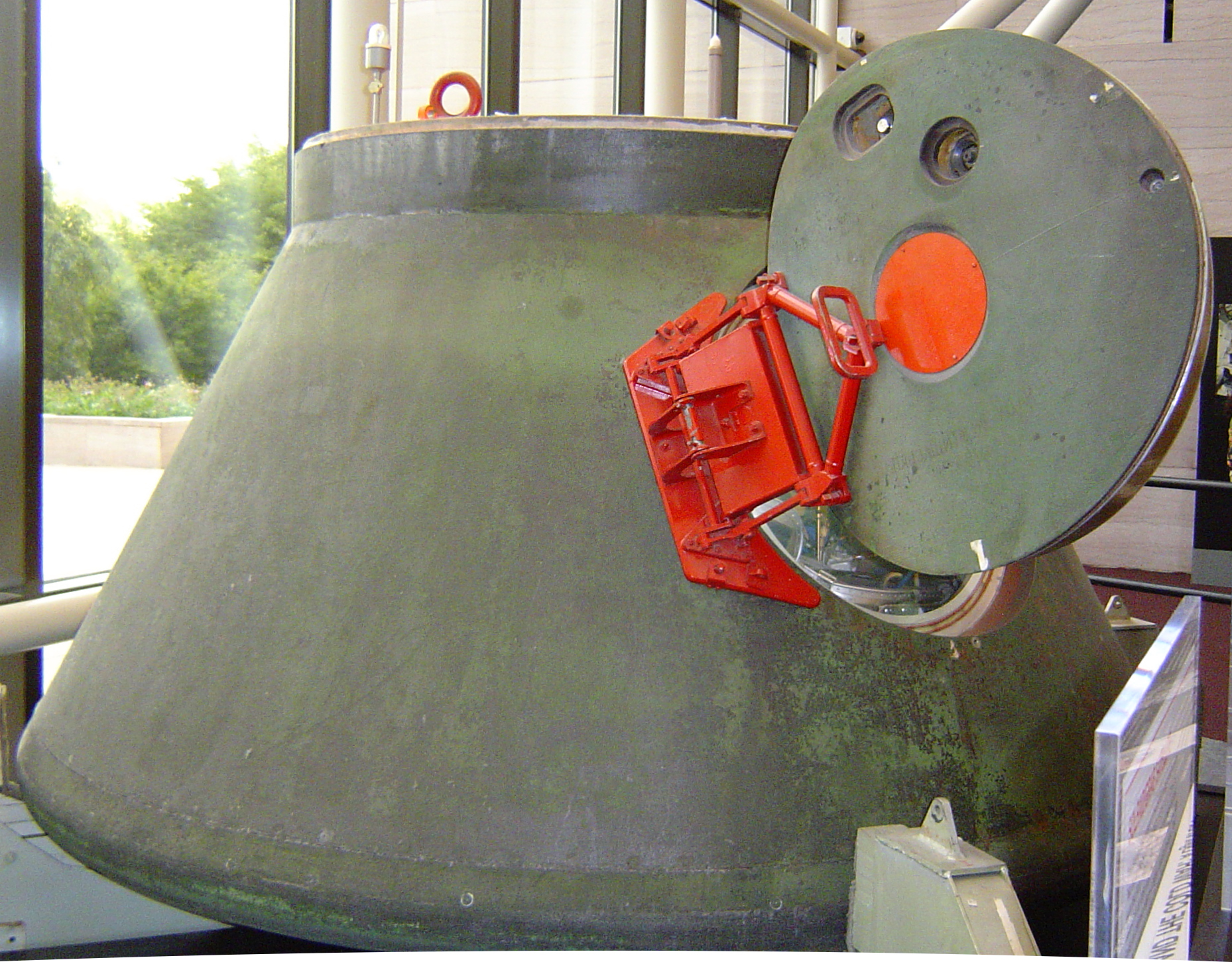
Возвращаемый аппарат КА «Космос-1443»

По конфигурации ВА 11Ф74 напоминает спускаемые аппараты КА «Джемини» и КА «Аполлон», обладает высоким аэродинамическим качеством (0,25 на гиперзвуке), что позволяет выполнять управляемый спуск в атмосфере с небольшими тепловыми нагрузками.
Основные характеристики:
| Масса на старте                            | около 7,3 т                                 |
| Максимальная длина (в сборе)               | 10,3 м                                      |
| Максимальный диаметр                       | 2,79 м                                      |
| Масса на орбите (после сброса АДУ)         | более 4,8 т, при спуске — около 3,8 т       |
| Жилой объём ВА                             | 3,5 м³                                      |
| Масса возвращаемого груза                  | до 50 кг (с экипажем), без экипажа — 500 кг |
| Время автономного полёта ВА по орбите      | 3 часа                                      |
| Максимальное время нахождения экипажа в ВА | 31 час                                      |

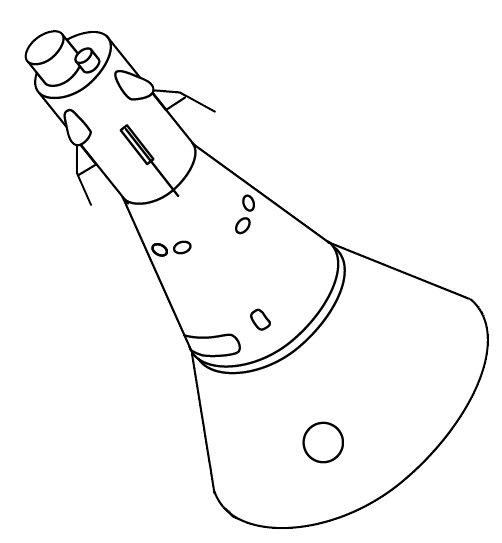
Возвращаемый аппарат (ВА) и носовой отсек (НО).

Теплозащита ВА состоит из донного полусферического сегмента (лобового экрана), боковой теплозащиты, сегмента носового отсека. Теплозащитное покрытие выполнено из кремнеземной ткани, пропитанной фенолформальдегидной смолой. При нагреве смола испаряется и газообразные продукты пиролиза блокируют приток тепла. После возвращения теплозащиту можно восстановить и использовать снова (до 10 раз). На днище ВА сделан люк диаметром 550 мм для доступа экипажа в ФГБ. Несмотря на то, что этот участок теплозащиты подвергается наиболее интенсивному нагреву, такая схема продемонстрировала высокую надежность в эксплуатации.
На днище ВА был закреплен навесной отсек с системой жизнеобеспечения. В верхней части кабины установлен носовой отсек (НО) с реактивной системой управления (РСУ) спуском, парашютной и некоторыми другими системами. НО оканчивался пороховой ТДУ с четырьмя соплами, направленными назад, вдоль образующей конуса. Над ТДУ на коротком переходнике закреплялась длинная цилиндрическая АДУ, сопла которой также были направлены вдоль образующей конуса ВА. ТДУ обеспечивала тормозной импульс скорости (около 100 м/с) для схода ВА с орбиты. Управление ориентацией аппарата на орбите и при спуске в атмосфере — посредством РСУ.

## История
История проекта неразрывно связана с историей разработки орбитальной пилотируемой станции (ОПС) «Алмаз».
Станция должна была стать военным форпостом на орбите, на ней предполагалось разместить уникальное фотографическое оборудование для наблюдения за объектами на поверхности Земли.
Для поддержания станции в обитаемом состоянии, смены экипажей, доставки грузов, расходуемых материалов и возвращения отснятых фотографических плёнок требовался транспортный корабль.
В 1966 году состоялась защита эскизного проекта ОПС с транспортным кораблём 7К-ТК «союзного» семейства. В силу малой размерности корабля масса доставляемого груза была минимальной, а возвращаемого — практически нулевой. Поэтому Владимир Челомей поручил своим проектантам разработать собственный корабль. Уже в 1969 году был выпущен новый эскизный проект, обозначивший контуры будущего ТКС, состоящего из многоразового возвращаемого аппарата (ВА) и функционально-грузового блока (ФГБ). ВА корабля ТКС стал первым, имеющим люки в днище с теплозащитой (для возможности перехода в ФГБ) и реализовавшим на практике возможность повторного его использования.
В 1970 году, в разгар работ по ТКС и ОПС возникло предложение: в ответ на планы вывода американской орбитальной космической станции «Скайлэб» быстро создать из имеющегося корпуса ОПС и систем корабля «Союз» долговременную орбитальную станцию (ДОС). Все силы конструкторов были брошены на новый проект, впоследствии ставший известным как серия орбитальных станций «Салют», а ТКС предписывалось отработать на втором этапе эксплуатации станции.
ОС «Салют-1» разработана в КБ Королева и запущена в 1971 году (ОС «Скайлэб» США запущена в 1973 году). «Салюты» из модулей ТКС летали с 1973 года. Лишь в 1973—1974 году работы по ТКС возобновились в прежнем объёме. Были изготовлены несколько экземпляров корабля для статических и тепловых испытаний и для тренировок космонавтов.
С 1975 года начались лётно-конструкторские испытания. С 51-й площадки космодрома Байконур были проведены пять испытаний САС (системы спасения). Для отработки ВА было изготовлено изделие 82ЛБ72 — массово-инерционный аналог ТКС, состоящий из двух ВА, соединённых днищами. Первый запуск состоялся в конце 1976 года, аппараты, получившие обозначения «Космос-881» и «Космос-882» сделали 1 виток и благополучно приземлились в Казахстане. Всего было проведено 4 запуска (один неудачный и один «взрыв на старте») с разным успехом. Из них два ВА впервые совершили по два полёта.
В 1977 году первый ТКС-1 — «Космос-929» — отправился в космос. Через месяц ВА совершил успешную посадку, а ФГБ ещё полгода работал на орбите.
Поскольку ОПС «Алмаз» к моменту готовности полётов ТКС со стыковками не была на орбите, было решено стыковаться со станцией серии ДОС-«Салют». В 1981 году был запущен ТКС-2 — «Космос-1267». Его ВА вскоре вернулся на землю, а ФГБ состыковался со станцией «Салют-6».
Запущенный 2 марта 1983 года ТКС-3 — «Космос-1443» — доставил на станцию «Салют-7» 2,7 т грузов (в том числе дополнительные солнечные батареи) и 3,8 т топлива, проработал долгое время как модуль и завершил полёт 19 сентября 1983 года. Его ВА 23 августа 1983 года совершил мягкую посадку, доставив на Землю около 350 кг грузов и результатов экспериментов.
Следующим с тем же «Салютом-7» состыковался 2 октября 1985 года ТКС-4 — «Космос-1686», запущенный 27 сентября 1985 года. Модуль поработал и как грузовик, доставив на борт станции 4322 кг расходных материалов и спецоборудование более 80 наименований, в том числе раздвижную ферму «Маяк». В баках ТКС находилось 1550 кг топлива для поддержания орбиты станции «Салют-7», её ориентации и стабилизации. Все эти функции после стыковки ТКС-4 взял на себя. Модуль дал существенную прибавку и системе электропитания, передавая на «Салют-7» до 1,1 кВт электроэнергии. Наиболее важным грузом, доставленным на станцию, было научное оборудование массой 1255 кг; аппаратура предназначалась для проведения более 200 экспериментов, включая военно-прикладной оптический комплекс «Пион-К» с лазерно-электронным телескопом.
После окончания работ на орбитальной станции «Салют-7» предусматривалось её сохранение на высокой орбите (ТКС-4 своими двигателями поднял орбиту станции до высоты 495 км) для последующего возрождения или возвращения на Землю в рамках программы кораблей многоразового использования «Буран», однако эта программа была закрыта после одного испытательного полёта. Ещё до этого топливо на ТКС-4 и на станции «Салют-7» было практически выработано, в 1990 году возросла солнечная активность, ввиду чего орбитальный комплекс стал резко терять высоту орбиты и неуправляемо сошел с неё 7 февраля 1991 года (обломки станции и ТКС-4 упали на территорию Аргентины и Чили).
Судьба проекта ТКС, отсутствие пилотируемых запусков, хотя все необходимые разрешения на пилотируемые полёты были получены, связана не с самим кораблём, а с его ракетой-носителем семейства «Протон», а также с программой ОПС «Алмаз».
Оставшиеся ТКС были переделаны в функционально-служебные (ФСБ) и функционально-грузовые блоки (ФГБ).
Один из них в 1987 году доставил на станцию «Мир» модуль «Квант-1», другой — использовался при создании военной станции «Скиф-ДМ».
На этом программа почти прекратилась.
В 1990-е годы рассматривался вопрос о создании на базе ВА корабля-спасателя для американской станции Freedom, а потом и для МКС. Незначительная модификация позволяла вернуть на Землю до 6 человек, но от этого проекта отказались.
На базе ФГБ ТКС для МКС был сделан модуль 77КМ, изделие № 17501 «Заря», а также запущенный 21 июля 2021 года модуль 77КМЛ МЛМ-У «Наука».
Одним из первоначальных вариантов создания станции «Мир» была схема со стыковкой служебных модулей на основе ТКС к базовому блоку. При этом модули могли отстыковываться и переходить в автономный полёт для выполнения экспериментов, а их возвращаемый аппарат использоваться как средство спасения экипажа станции.

## Сравнение с аналогичными проектами
| Сравнение характеристик беспилотных грузовых космических кораблей | Сравнение характеристик беспилотных грузовых космических кораблей                                                                          | Сравнение характеристик беспилотных грузовых космических кораблей | Сравнение характеристик беспилотных грузовых космических кораблей | Сравнение характеристик беспилотных грузовых космических кораблей                                                                       |
| Название                                                          | ТКС | ATV                                                               | HTV                                                               | Dragon |
| Разработчик                                                       | ОКБ-52 | ЕКА                                                               | JAXA                                                              | SpaceX |
| ----------------------------------------------------------------- | --- | ----------------------------------------------------------------- | ----------------------------------------------------------------- | --- |
| Внешний вид                                                       | |                                                                   |                                                                   | |
| Первый полёт                                                      | 15 декабря 1976 | 9 марта 2008                                                      | 10 сентября 2009                                                  | 8 декабря 2010 |
| Последний полёт                                                   | 27 сентября 1985 | 29 июля 2014                                                      | 20 мая 2020                                                       | 07 марта 2020 |
| Всего полётов (неудачных)                                         | 8 | 5                                                                 | 9                                                                 | 22 (1 из-за ракеты-носителя) |
| Габариты                                                          | 13,2 м длина 4,1 м ширина 49,88 м³ объём                                                                                                   | 10,7 м длина 4,5 м ширина 48 м³ объём                             | 10 м длина 4,4 м ширина 14 м³ объём (герметичный)                 | 7,2 м длина 3,66 м ширина 11 м³ объём (герметичный), 14—34 м³ объём (не герметичный)                                                    |
| Многоразовость                                                    | да, частичная | нет                                                               | нет                                                               | да, частичная |
| Масса, кг                                                         | 21 620 кг (стартовая) | 20 700 кг (стартовая)                                             | 10 500 кг (сухая) 16 500 кг (стартовая)                           | 4200 кг (сухая) 7100 кг (стартовая) |
| Полезная нагрузка, кг                                             | 5200 кг | 7670 кг                                                           | 6200 кг                                                           | 3310 кг |
| Возвращение груза, кг                                             | 500 кг | утилизация / до 6500 кг                                           | утилизация                                                        | до 2500 кг |
| Время полёта в составе ОС                                         | до 90 суток | до 190 суток                                                      | до 30 суток                                                       | — |
| Время полёта до стыковки                                          | до 4 суток | —                                                                 | до 4,5 суток                                                      | — |
| Ракета-носитель                                                   | - Протон-K | - Ариан-5 ES                                                      | - H-IIB                                                           | - Falcon 9 |
| Описание                                                          | В виде автоматического грузового корабля стыковался к орбитальным станциям «Салют». Первоначально разрабатывался как пилотируемый корабль. | Использовался для снабжения МКС, корректировки орбиты МКС.        | Использовался для снабжения МКС.                                  | Частный частично многоразовый космический корабль, в рамках программы COTS, предназначенный для доставки и возвращения полезного груза. |

## Прочее
На базе корабля ТКС разрабатывался корабль для орбитального космического туризма Эскалибур-Алмаз (СП «НПОмаш» и американской компании «Эскалибур»).